# هاني قبيسي
هاني قبيسي، نائب في مجلس النواب اللبناني

## ولادته
من مواليد بلدة زبدين في جبل عامل (جنوب لبنان) في العام 1959 ميلادي.

## عمله
- انتمى إلى حركة أمل منذ تأسيسها و هو عضو مكتبها السياسي والمسؤول السياسي للحركة في جنوب لبنان.
- تميّز بمساعدة الرئيس نبيه بري في جميع المراحل التي مرت بها حركة امل.
- كان من الكوادر الميدانيين الأساسيين مع القادة داوود داوود و محمود فقيه و حسن سبيتي و نصرت ناصرالدين و غيرهم.
- استلم مناصب ميدانية عدة في الجنوب.
- مدير مكتب الرئيس نبيه بري لفترة طويلة قبل انتخابه نائبا.

## في النيابة والسياسة
- تم انتخابه نائبا عن منطقة بيروت الثالثة عن المقعد الشيعي في العام 2009 ميلادي.